# شوا شل کیسیو
شوا شل کیسیو (انگلیسی: Showa Shell Sekiyu) شرکت نفت و گاز ژاپنی است، که در سال ۱۹۰۰ تأسیس شد.